# Furutaka-klass
Furutaka-klassen (古鷹型巡洋艦, Furutaka-gata jun'yōkan) var en klass av två tunga kryssare som tjänstgjorde i den kejserliga japanska flottan under andra världskriget. Båda fartygen i klassen sänktes 1942 vid slaget om Guadalcanal.

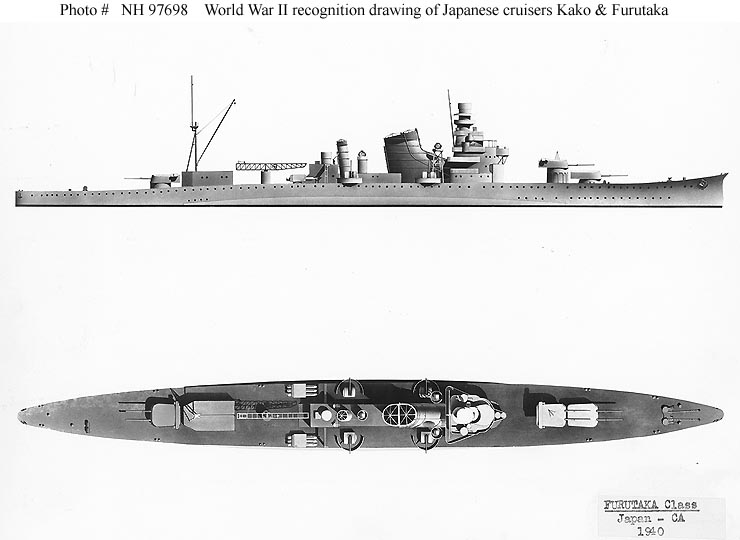
Amerikanska ritningar på klassen från andra världskriget.

## Design
Furutaka-klassen var de första tunga kryssarna i den kejserliga japanska flottan, även kallade "A-klass" kryssare. Liksom för kryssaren Yūbari var designchefen kapten Yuzuru Hiraga, assisterad av kaptenlöjtnant Kikuo Fujimoto.
De var utformade för att överträffa den amerikanska Omaha-klassen och de brittiska Hawkins-klassen. De var lika snabba som Omaha-kryssarna (och nästan 4 knop snabbare än Hawkins-klassen), samtidigt som de kunde avfyra en kraftfullare bredsida och hade en större antal torpedtuber än någon av dem.
Precis som för Yūbari hade konstruktionen sido- och däckspansar som var integrerat i fartygets struktur, vilket sparade ytterligare vikt.
Trots de viktbesparande åtgärderna var Kako mer än 900 ton tyngre än i sin design. Som ett resultat av detta ökades djupgåendet med mer än en meter, vilket minskade toppfarten och höjden på bältespansaret över vattenlinjen. Porthålen i de lägsta besättningsutrymmena var så nära vattenlinjen att de måste stängas när fartygen var till sjöss, vilket minskade ventilationen och gjorde bostadsutrymmena mindre beboeliga.
De var de första av de japanska flottans kryssare som hade en rejäl brygga, med sex olika nivåer som vardera huserade navigering, eldledning, kommunikation och befäl.
Torpedtuberna monterades på mellandäcket med tre par på varje sida. Kapten Hiraga argumenterade mot detta arrangemang, eftersom han var orolig för att under strid antingen en direktträff eller eldgivning skulle kunna detonera torpederna och orsaka allvarliga skador, vilket faktiskt hände med Furutaka under kriget; dessutom skulle kryssarna Mikuma, Suzuya, Mogami och Chōkai, som alla hade liknande arrangemang, alla sjunka eller skadas allvarligt av sina egna exploderande torpeder.

## Modernisering
Japanska marinstrateger hade sedan början av 1900-talet planerat för ett defensivt krig i Stilla havet med den amerikanska flottan som huvudmotståndare. För att dra nytta av sina överlägsna långdistanstorpeder och för att kompensera för den numeriska överlägsenheten som den amerikanska flottan hade, tränade de i stor utsträckning sina besättningar i nattlig torpedanfall. År 1930 fick flottans generalstab, som var ytterligare oroad över begränsningarna av flottans storlek genom Londonfördraget, godkännande för ett omfattande moderniseringsprogram för kryssarna i "A-klassen". Planerade uppgraderingar av fartygen omfattade modernare kanoner, pansar, eldledningssystem och kommunikationsutrustning.
Mellan 1931 och 1933 ersattes de två fartygens fyra ursprungliga luftvärnskanoner med förbättrade 12 cm elektriskt drivna kanoner, med eldledningssystem och avståndsmätare för dem. Den ursprungliga flygplansplattformen ersattes med en katapult för ett sjöflygplan för spaning.
De byggdes om 1936-1937 (Kako) och 1937-1939 (Furutaka) enligt följande:
De sex enkelmonterade 20,3 cm kanonerna ersattes av tre dubbeltorn som rymde två 20,3 cm kanoner vardera. Det lätta luftvärnet utökades med åtta 25 mm automatkanoner i fyra tvillingfästen. De sex paren (tre per sida) av fasta torpedtuber monterade på mellandäcket ersattes med två fyrdubbla fästen som använde den kraftfulla typ 93 torpeden, placerade på övre däck, ett på varje sida av katapulten.
Bryggan byggdes om helt och hållet för att rymma de senaste avståndsmätarna och eldledningsutrustningen för huvudbatteriet, luftvärnet och torpederna.
De tolv ursprungliga pannorna med blandat bränsle ersattes av tio stora oljeeldade enheter, alla pannrummen gjordes om och kolbunkrarna ersattes med brännoljetankar.
All den nya utrustningen ledde till ökade krav på elektrisk effekt, så ytterligare tre generatorer lades till för att öka effekten från 315 kW till 885 kW.
Dessa ändringar innebar att fartygens vikt ökade med 560 ton. För att förhindra att djupgåendet ökade ytterligare och för att förbättra stabiliteten lades skrovutbuktningar till, vilket samtidigt också förbättrade skyddet mot torpeder. Som ett resultat av detta ökades fartygens bredd till 16,92 meter.

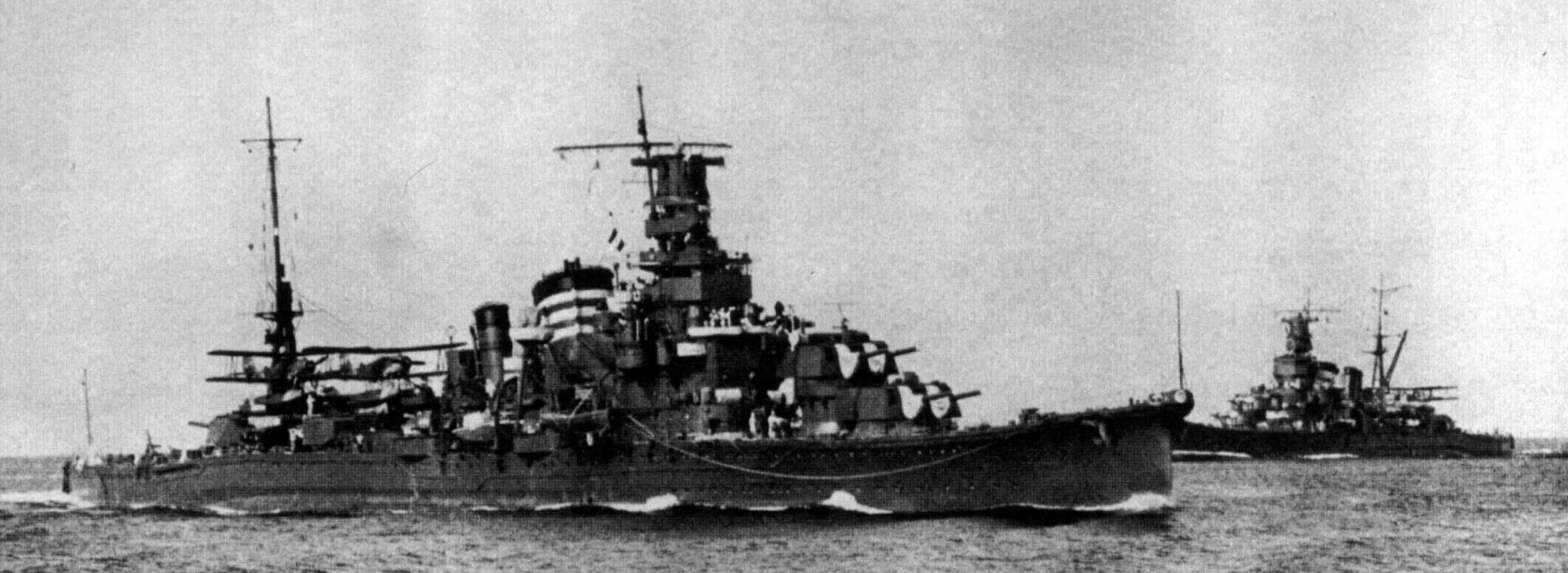
Furutaka efter sin modernisering.

## Skepp i klassen
| Namn     | Kanji | Varv                            | Kölsträckt       | Sjösatt          | Färdigställd | Öde                                                   |
| -------- | ----- | ------------------------------- | ---------------- | ---------------- | ------------ | ----------------------------------------------------- |
| Furutaka | 古鷹  | Mitsubishi Nagasaki Shipyard    | 5 december 1922  | 25 februari 1925 | 31 mars 1926 | Sänkt den 11 oktober 1942 vid slaget om Kap Esperance |
| Kako     | 加古  | Kōbe-Kawasaki Shipbuilding Yard | 17 november 1922 | 4 april 1925     | 20 juli 1926 | Sänkt den 10 augusti 1942 av ubåten USS S-44          |